# Доватор Лев Михайлович
Лев Миха́йлович Дова́тор (біл. Леў Міхайлавіч Даватар; 20 лютого 1903 - 19 грудня 1941) — радянський військовик часів Другої світової війни, генерал-майор. Герой Радянського Союзу (1941).

## Життєпис

Анотаційна дошка у Харкові (демонтована 25.02.2025)

Народився в селі Хотіно Вітебської губернії Російської імперії (нині — Бешенковицький район Вітебської області Білорусі). Закінчив початкову школу та у 1921 році школу другого ступеню.
Працював на вітебській льонопрядильній фабриці. У 1922 році обраний секретарем Хотінського волосного комітету комсомолу, згодом — секретарем сільського комнезаму. У 1923 році закінчив річну радпартшколу у Вітебську.
У лавах РСЧА з вересня 1924 року. До лютого 1925 року був завскладом у 7-й Самарській кавалерійській дивізії Західного військового округу (м. Мінськ). У 1925 році закінчив Військово-хімічні курси в Москві, з червня 1925 по вересень 1926 року — інструктор-хімік, командир хімічного взводу в 7-й кавалерійській дивізії. Член ВКП(б) з 1928 року. У 1929 році закінчив Борисоглібсько-Ленінградську кавалерійську школу командного складу РСЧА.
З жовтня 1929 року — командир взводу 27-го кавалерійського полку 5-ї кавалерійської дивізії (Північно-Кавказький військовий округ, з 1931 року — Особлива Червонопрапорна Далекосхідна армія); з жовтня 1933 року — політрук 1-го кавалерійського полку 1-ї колгоспної кавалерійської дивізії; з травня 1935 року — комісар окремого розвідувального батальйону 93-ї стрілецької дивізії. Від 1935 року — капітан. У травні 1936 року відбув на навчання до Військової академії РСЧА імені М. В. Фрунзе. Під час навчання в академії - протягом півроку воював в Іспанії, був у розпорядженні Станіслава Ваушпасова — старшого радника з розвідувально-диверсійних операцій при штабі 14-го партизанського корпусу республіканської армії.
Після закінчення академії у січні 1939 року призначений на посаду начальника штабу кавалерійського полку, а з листопада того ж року — начальника штабу 1-ї окремої кавалерійської бригади Московського військового округу. З травня 1941 року — начальник штабу 36-ї кавалерійської дивізії Західного особливого військового округу (м. Вовковиськ).
Коли розпочалась німецько-радянська війна, полковник Л. М. Доватор перебув на лікуванні в одному з військових шпиталів Москви. Дістатись до своєї дивізії не зміг, оскільки вона потрапила в оточення. Зарахований у розпорядження штабу Західного фронту.
У серпні 1941 року очолив окрему кавалерійську групу, створену з декількох кавалерійських полків. Під його командуванням з 14 серпня по 2 вересня велике кавалерійське з'єднання вперше здійснило рейд у ворожий тил, порушуючи його комунікації, знищуючи штаби, транспорт, склади і живу силу супротивника.
11 вересня 1941 року Л. М. Доватору присвоєне військове звання генерал-майора, а його кавалерійська група була перетворена у 3-й кавалерійський корпус. Протягом вересня — жовтня 1941 року кіннотники Доватора брали участь у важких оборонних боях на підступах до Москви. У листопаді того ж року 3-й кавалерійський корпус спільно з 8-ю гвардійською стрілецькою дивізією та 1-ю гвардійською танковою бригадою вів вперті оборонні бої на Волоколамському напрямку, за що 26 листопада 1941 року корпус був перетворений у 2-й гвардійський кавалерійський корпус.
19 грудня 1941 року загинув від кульового поранення під час кулеметного обстрілу села Палашкіно Рузького району Московської області. Похований на Новодівочому цвинтарі Москви.

## Нагороди
Указом Президії Верховної Ради СРСР від 21 грудня 1941 року генерал-майорові Доватору Леву Михайловичу присвоєне звання Героя Радянського Союзу (посмертно).
Нагороджений двома орденами Леніна (02.11.1941, 21.12.1941), орденами Червоного Прапора (09.08.1941) і Червоної Зірки (21.12.1941).